# احمد عرب‌زاده
احمد عرب‌زاده یکی از بازیکنان فوتبال ایران است. این بازیکن در طول در دوران حضورش، در تیم‌های مختلفی من‌جمله شهرداری اراک و آلومینیوم اراک مشارکت داشته‌است.